# 京都市中央図書館
京都市中央図書館（きょうとしちゅうおうとしょかん）は、京都府京都市中京区にある公共図書館。京都市図書館のうちの1館であり、4館ある「中央図書館」の一つ。

## 概要
京都市社会教育委員会議の「京都市社会教育総合センター構想案」により、1行政区1図書館の整備が計画され、京都市中央市民病院の跡地に京都市社会教育センター（現在の京都市生涯学習総合センター（京都アスニー））と一体で整備された。建物は1982年のBCS賞を受賞している。 図書館部分は2階建てで、1階に児童書、2階に一般書および参考図書を配架している。各階に図書検索機(OPAC)、トイレが設置されている。

### 1階
- 児童書(54席)
- 読書室
- 対面朗読室

### 2階
- 一般書(36席)
- 参考図書(66席)
- 京都コーナー
- ブラウジングコーナー（雑誌）

### 開館時間
2014年10月現在。 2014年6月1日より午前9時30分開館となった。
- 平日：午前9時30分〜午後8時30分（児童図書室は午前9時30分〜午後5時）
- 土曜・日曜・祝日：午前9時30分〜午後5時

### 休館日
2014年10月現在。
- 火曜日（火曜日が祝日のときはその翌平日）
- 年末年始

## 沿革
- 1979年（昭和54年）
  - 8月 - 建設工事着工[5]
- 1981年（昭和56年）
  - 1月20日 - 建設工事竣工[2]
  - 4月1日 - 京都市図書館条例施行、京都市中央図書館として設置される[2]
  - 4月13日 - 京都市社会教育センターと同時に開館[2]

## アクセス
- JR西日本嵯峨野線（山陰本線）円町駅から徒歩15分
- JR西日本嵯峨野線（山陰本線）、京都市営地下鉄東西線二条駅から徒歩15分
- 京都市バス15系統、93系統、202系統、204系統、「丸太町七本松」すぐ
- 京都バス62系統、63系統、64系統、「丸太町七本松」すぐ
- 西日本ジェイアールバス高雄・京北線「丸太町七本松」すぐ

隣接する京都市生涯学習総合センター（京都アスニー）の有料駐車場（約60台）が利用可能である。駐車料金は施設利用者は30分100円、それ以外の利用者は30分200円となっている。